# Улан-Удэ (станция)
Ула́н-Удэ́ — станция Восточно-Сибирской железной дороги в городе Улан-Удэ — столице Бурятии, открыта в 1900 году. Главный железнодорожный вокзал города.

## Описание
Крупный пассажирский транспортно-пересадочный железнодорожный узел. Находится на участке Иркутск — Заудинский Восточно-Сибирской железной дороги. По характеру основной деятельности станция отнесена к 1-му классу. Имеет сложное путевое развитие, включающее два главных пути, приёмо-отправочные парки в обоих направлениях, местный парк. К станции примыкают путевое хозяйство локомотивного депо ТЧЭ-7 Улан-Удэ, пункт технического осмотра вагонов, пути отделения резерва проводников, восстановительного и пожарного поездов, а также подъездные пути ряда промышленных предприятий города.
У большинства проходящих через станцию составов пассажирских поездов дальнего следования производится смена локомотивных бригад, локомотивов и их экипировка. Технический осмотр грузовых и пассажирских составов, операции по обслуживанию подъездных путей. Сортировка и формирование — расформирование участковых и сборных поездов производится, как правило, на станции Тальцы.

## История
В конце XIX века город Верхнеудинск считался отсталой окраиной Российской империи. В местной промышленности преобладали кустарные мелкотоварные производства. Согласно переписи 1897 года большая часть местных жителей была занята в сельском хозяйстве. Мощным толчком для развития города и края стало строительство Транссибирской железной дороги, обусловленное известной «концепцией модернизации Сибири», предполагающей активное транспортное строительство и освоение новых земель в Сибири.
Железнодорожная станция и вокзал Верхнеудинск Забайкальской железной дороги были построены и сданы в эксплуатацию в конце XIX века на линии Мысовая — Сретенск тогдашней Великой Сибирской магистрали. В 1898 году было построены локомотивные сараи и мастерские.
Первый поезд прибыл на станцию 15 (27) августа 1899 года. В 1900 году локомотивный парк депо станции Верхнеудинск состоял уже из 30 паровозов. Из них: 2 паровоза серии Р, 24 паровоза серии К. Ещё 4 паровоза серии Т находились в оборотном депо на станции Мысовая.

По случаю прибытия на ст. Верхнеудинск 15 числа августа первого железнодорожного поезда Городская Управа покорнейше просит жителей города в это число украсить свои дома флагами и вечером иллюминировать.— Верхнеудинская Городская Управа (13 августа 1899 г.)
В 1923 году на станции была построена электростанция — керосиновое освещение заменено электрическим. В 1932—1934 годах введены в строй два новых корпуса депо, котельная, механический цех. После переименования города в сентябре 1935 года название изменено на станцию Улан-Удэ приказом № 209 Народного комиссара путей сообщения.
Современное здание пассажирского вокзала сдано в эксплуатацию 18 октября 1938 года. С началом Великой Отечественной войны на станции был создан линейный комитет Красного Креста и санитарная дружина. В начале 1942 года был сформирован военно-санитарный поезд № 281 который совершил более 40 рейсов с тяжело ранеными бойцами и командирами Красной Армии.
В 1944 году в Улан-Удэнское депо начали поступать паровозы серии «Еа» с механической подачей угля. После Великой Отечественной войны в депо было около 50 паровозов серии «Е-а» для грузового движения и 15 пассажирских локомотивов «С-у». Станция была электрифицирована на переменном токе; примыкающие двухпутные перегоны с 1955 по 1958 год были оборудованы односторонней автоблокировкой, с запада Дивизионная — Улан-Удэ, с востока Улан-Удэ — Блокпост 5647 км. В середине 1950-х годов вместо паровозов серии «Е» начали эксплуатироваться паровозы серии «Л». В 1961 году начали поступать первые тепловозы ТЭ3. Первый электровоз прибыл на станцию 30 декабря 1969 года.
В 1969 году была электрифицирована линия Мысовая — Улан-Удэ, а в 1970 году была электрифицирована линия Улан-Удэ — Петровский Завод.
В сентябре 2004 года завершилась реконструкция станции. Сортировка вагонов перенесена на станцию Тальцы.
В 2006 году полигон Улан-Удэ стал площадкой для первых в России испытаний нового электровоза серии 2ЭС5К «Ермак». В 2007 году эксплуатационная проверка магистрального тепловоза 2ТЭ70 прошла на участке Улан-Удэ – Наушки.

## Пассажирское движение
На станции останавливаются все пассажирские и пригородные поезда. Ежедневно станция обслуживает не менее 8-10 пар пассажирских поездов дальнего следования.
Со станции регулярно отправляются пригородные электропоезда до станций Таловка, Мысовая, Петровский Завод. В здании вокзала можно приобрести железнодорожные билеты на поезда дальнего следования международного сообщения1.

### Основные направления
| Страна   | Пункт назначения                                                           |
| -------- | -------------------------------------------------------------------------- |
| Россия   | Москва, Владивосток, Иркутск, Новосибирск, Нерюнгри, Омск, Хабаровск, Чита |
| Китай    | Пекин                                                                      |
| Монголия | Улан-Батор                                                                 |

### Перевозчики и расписание
| Перевозчик                                    | Дистанция             | Расписание |
| --------------------------------------------- | --------------------- | ---------- |
| Российские железные дороги, (ФПК)             | Дальнее следование    | РЖД        |
| Китайские железные дороги                     | Дальнее следование    | РЖД        |
| Монгольские железные дороги                   | Дальнее следование    | РЖД        |
| Байкальская пригородная пассажирская компания | Пригородное сообщение | БППК       |

| - Вид на пассажирские платформы и вокзальный комплекс - Локомотивное депо ТЧЭ-7 Улан-Удэ - Составы грузовых поездов на станции - Памятник паровозу СУ 205-91 - Электропоезд ЭД9МК на перроне станции. 2008 |

## Персоналии
- Асеев, Семён Дмитриевич — стахановец, лауреат Сталинской премии III степени 1952 года.
- Перов, Георгий Артамонович — кочегар.
- Попов, Пётр Андриянович — полный кавалер ордена Славы.
- Чертенков, Иван Матвеевич — Герой Советского Союза.

## Деятельность
- Продажа пассажирских билетов. Приём и выдача багажа
- Приём и выдача повагонных отправок грузов на открытых площадках
- Приём и выдача мелких отправок грузов (крытые склады)
- Обработка повагонных и мелких отправок на подъездных путях

## Достопримечательные места и памятники
| Изображение | Наименование объекта                                                                                   | Адрес                     | ЕГРОКН          |
| ----------- | --- | ------------------------- | --------------- |
|             | Здание железнодорожной больницы (начало XX века)                                                       | ул. Революции 1905 г., 40 | 031711237400005 |
|             | Железнодорожная водонапорная башня (конец XIX века)                                                    | территория станции        | 031610443870005 |
|             | Памятник воинам-рабочим и служащим локомотивного депо, погибшим на фронтах Великой Отечественной войны | территория станции        | 031610440780005 |
|             | Здание старого паровозного депо, где в годы трёх русских революций проходили революционные выступления | территория станции        | 031610443840005 |
|             | Памятник красногвардейцам-железнодорожникам, павшим в борьбе за власть Советов                         | территория станции        | 031610440820005 |

## Статьи и публикации
- Евдокимова С. В. Деятельность Бурятского отделения Общества Красного Креста во время Великой Отечественной войны // Вестник Забайкальского государственного университета : научный журнал. — 2010. — № 7. — С. 10—14. — ISSN 2227-9245.
- Станция Верхнеудинск переименована в станцию Улан-Удэ // Бурят-Монгольская правда : газета. — 1935. — 5 сентября (№ 205). — С. 4.
- О торговле на станции Улан-Удэ // Бурят-Монгольская правда : газета. — 1938. — 24 декабря (№ 294). — С. 4.
- Энгельс Фадеев. Эстафета поколений // Байкал : журнал. — 1980. — № 6. — С. 113—120.
- Вениамин Штеренберг. Этапы большого пути // Байкал : журнал. — 1974. — № 2. — С. 3—11.